# WASP-1 b
WASP-1 b — экзопланета, вращающаяся по орбите вокруг звезды WASP-1, расположенной на расстоянии 1030 световых лет в созвездии Андромеда. Открыта в 2006 году. Масса и радиус планеты указывают на то, что это газовый гигант, схожий с Юпитером. Но, как и многие другие открытые на данный момент экзопланеты, WASP-1 b вращается очень близко к родной звезде и принадлежит к классу планет, известному как горячие юпитеры. Исследователи дали планете и альтернативное название — Garafia-1.